# Clansayes
Clansayes – miejscowość i gmina we Francji, w regionie Owernia-Rodan-Alpy, w departamencie Drôme.
Według danych na rok 1990 gminę zamieszkiwało 408 osób, a gęstość zaludnienia wynosiła 28 osób/km² (wśród 2880 gmin regionu Rodan-Alpy Clansayes plasuje się na 1227. miejscu pod względem liczby ludności, natomiast pod względem powierzchni na miejscu 801.).